# Klokovec
 Klokovec  falu Horvátországban Krapina-Zagorje megyében. Közigazgatásilag Krapinske Toplicéhez tartozik.

## Fekvése
Zágrábtól 35 km-re északnyugatra, községközpontjától  1 km-re délnyugatra a Horvát Zagorje északnyugati részén fekszik. 

## Története
Kastélyát a 19. században építtette Ozsegovich Barlabasevacski Gusztáv. Uradalmi központ volt, melyhez 1848-ban harminc falu tartozott. A kastélyt Friedberg Gusztáv és Metel örökölték meg, akik 1926-ban Đuri Miletichnek a királyi szék békéltető tanácsa tagjának adták el. A második világháború után, a kastély földszintjét szállóvá alakították át, később lakóház lett belőle és állapota eléggé leromlott. 2007-ben Ivan Čermak tábornok vásárolta meg. 
A településnek 1857-ben 155, 1910-ben 239 lakosa volt. Trianonig Varasd vármegye Pregradai járásához tartozott. A településnek 2001-ben 162 lakosa volt.

## Nevezetességei
Az Ozsegovich család egyemeletes téglalap alaprajzú klasszicista kastélya. A kastély homlokzata a kastélypark és az alatta lévő völgy felé néz. Fél hektáros parkját a 19. században alakították ki, az épülettel együtt lepusztult állapotba került. 2007-ben Ivan Čermak tábornok vásárolta meg és felújíttatta.

## Külső hivatkozások
- Krapinske Toplice község hivatalos oldala
- Krapinske Toplice turisztikai portálja
- Mladen Obad Šćitaroci: Kastélyok és történelmi kertek a horvátországi Zagorjében